# علی‌اصغر شعردوست
علی‌اصغر شعردوست (زادهٔ ۱۳۴۱ خورشیدی در تبریز) سیاستمدار و محقق ایرانی است.

## زندگی
علی‌اصغر شعردوست در سال ۱۳۴۱ خورشیدی (برابر با ۱۹۶۱ میلادی) در تبریز دیده به جهان گشود. تحصیلات خود را تا سطح دانشگاه در شهر تبریز طی کرد و در سال ۱۳۶۹ از رسالهٔ دکترای خود در آکادمی علوم آذربایجان دررشته فیلولوژی (زبان‌شناسی) دفاع کرد. با پیروزی انقلاب اسلامی در نهادهای انقلابی مختلف فعالیت کرد و تا سال ۱۳۶۹ مدیریت‌های مختلفی را در صدای جمهوری اسلامی ایران بر عهده داشت که آخرین آن‌ها ریاست شبکهٔ سراسری صدای جمهوری اسلامی ایران بود.
از اهم مسئولیت‌های ایشان می‌توان به موارد زیر اشاره کرد:

## فعالیت‌های کشوری، فرهنگی و اجتماعی
1. رئیس رادیوی تبریز و ایجاد گروه‌های هنری و موسیقی در تبریز در بدو پیروزی انقلاب اسلامی
2. رئیس شبکه سراسری رادیو ایران
3. مدیرعامل انتشارات بین‌المللی الهدی[۱]
4. مدیرعامل انتشارات سازمان صدا و سیمای جمهوری اسلامی ایران (سروش)
5. دبیر شورای گسترش زبان و ادبیات فارسی[۲]
6. عضو هیئت امناء بنیاد ایران شناسی از بدو تأسیس تا کنون[۳]
7. عضو هیئت امناء کتابخانه‌های عمومی ایران از بدو تأسیس تاکنون[۴]
8. مدیرمسئول و سردبیر هفته نامه سهند (اطلاعات ترکی)[۵]
9. مدیر مسئول و سردبیر نشریه فرهنگی، ادبی شهریار
10. مدیر مسئول و سردبیر نشریه ایرانشناخت (فصل نامه تخصصی ایران شناسی و حوزه تمدن ایرانی)[۶]
11. مدیر مسئول نشریات سروش، سروش کودکان، سروش نوجوان، سروش بانوان[۷]
12. تأسیس روزنامه جام جم و اولین مدیر مسئول آن
13. رئیس ستاد خارجی مراسم سالگرد ارتحال امام خمینی در سال‌های متوالی
14. رئیس ستاد خارجی دهه فجر در سال‌های متوالی
15. عضو هیئت مؤسس بنیادشهیدآیت الله اسدالله مدنی
16. مدیرمسئول فصلنامه «نامه پژوهشگاه» و انتشار منظم آن از ۶سال قبل تاکنون
17. عضو هیئت علمی دانشگاه علامه طباطبایی
18. عضو هیئت علمی دانشگاه صدا و سیمای جمهوری اسلامی ایران و تدریس دروس ادبیات فارسی و آیین نگارش و …
19. نماینده مردم تبریز در دوره ششم مجلس شورای اسلامی و مخبر کمیسیون فرهنگی مجلس[۸]
20. طراحی و به تصویب رساندن روز ۲۷ شهریور به عنوان روز شعر و ادب ایران و روز بزرگداشت شهریار که از سال ۷۹ همه ساله در تقویم‌ها درج می‌شود[۹]
21. مؤسس و اولین دبیر شورای عالی ایرانیان خارج از کشور[۱۰]
22. مشاور ریاست محترم جمهور
23. مشاور وزیر فرهنگ و ارشاد اسلامی از سال ۱۳۶۷ تا سال ۱۳۸۲
24. تأسیس اداره کل فرهنگی آسیای مرکزی و قفقاز
25. مشاور سازمان میراث فرهنگی و گردشگری[۱۱]
26. سفیر و نماینده تام‌الاختیار جمهوری اسلامی ایران در تاجیکستان در دی ماه سال ۱۳۸۶ تا کنون

## مسئولیت‌ها و فعالیت‌های ایشان در حوزه بین‌الملل
در سال ۱۹۹۱ با آغاز تحولات در تاجیکستان و سرفصل استقلال این کشور نمایندگی انتشارات بین‌المللی الهدی در شهر دوشنبه با همکاری وزارت فرهنگ تاجیکستان افتتاح و به میل و اشتیاق مردم تاجیکستان در دسترسی آسان به کتب خط نیاکان جامه عمل پوشاند. این نمایندگی در ارتباط فرهنگی میان ایران و تاجیکستان نقش و سهم بزرگی داشته و در تمام دوران فعالیت از حمایت دکتر شعردوست برخوردار بوده‌است. این نمایندگی علاوه بر عرضهٔ کتب مورد علاقه فرهنگیان تاجیک نسبت به نشر برخی آثار تألیفی تاجیکان در آن کشور اقدام کرده‌است.
1. در همان سال‌ها افتتاح شعبه نمایندگی انتشارات بین‌المللی الهدی در کشورهای ترکمنستان (عشق آباد)، قزاقستان (آلماآتا)، قرقیزستان (بیشکک)، جمهوری آذربایجان (باکو) و همچنین انگلیس (لندن) و آفریقای جنوبی (کیپ تاون) از فعالیت‌های وی در حوزهٔ نشر می‌باشد.
2. عضو هیئت رئیسه انجمن پیوند (انجمن تاجیکان و فارسی زبانان دنیا) و شرکت در تمامی دوره‌ها از بدو تأسیس تاکنون

- ۳- عضویت و ریاست هیئت‌های ایرانی شرکت‌کننده در جشن‌های استقلال تاجیکستان و برگزارکننده مسابقه بین شاعران تاجیکستان در سال ۱۹۹۳. م و انتخاب سرود دوستی و برگزیدن اثرهای برتر
- ۴- دبیر جشنواره و مراسم بزرگداشت میرسیدعلی همدانی ۱۹۹۴
- ۵- دبیر و برگزارکننده سمینارهای بزرگداشت کمال خجندی در تاجیکستان و ایران – تبریز و پیگیری ساخت مقبره و آرامگاه کمال خجندی در تبریز ۱۹۹۵ میلادی
- ۶- دبیر و برگزارکننده سمینار بزرگداشت ملا محمد فضولی
- ۷- دبیر اجلاس‌های علمی بزرگداشت سامانیان در تاجیکستان و ایران (شهرهای تهران و مشهد) ۱۹۹۷میلادی
- ۸- دبیر کنگره بزرگداشت شهریار در ایران و تاجیکستان (مراسم بزرگداشت نودمین و یکصدمین سال تولد استاد شهریار)[۱۲]
- ۹- دبیر برگزاری همایش بین‌المللی استادان زبان فارسی با همکاری استادان تاجیک
- ۱۰- دبیر برگزاری همایش علمی بزرگداشت مولوی در تاجیکستان و ایران 2007[۱۳]

1. شرکت و سخنرانی در همایش‌های بزرگداشت مشاهیر مشرق زمین در ایران و کشورهای پیرامون از قبیل سمینارهای علمی رودکی شناسی، حافظ، سعدی، مولانا، بیدل، جامی و صائب تبریزی
2. ایجاد دپارتمان مخصوص تمدن ایرانی به ویژه کشورهای همسایه در انتشارات بین‌المللی الهدی و انتشارات سروش
3. مدیر مسئول و انتشار هفته‌نامه شهریار و مجله نظامی گنجوی در باکو

- ۱۴- مدیر مسئول و انتشار ماهنامه فرهنگی– هنری شهریار و ماهنامه علمی– تحقیقی نظامی گنجوی در باکو مرکز جمهوری آذربایجان به مدت ۶ سال

1. تأسیس و مدیرعامل بنیاد شهریار و نشر شهریاران
2. فعال کردن نهادها و ارگانهای ایرانی از جمله هلال احمر ج.ا. ایران در تاجیکستان که ارودگاه دوستی جوانان و درمانگاه آن در آبانماه سال جاری توسط معاون محترم رئیس جمهور و رئیس سازمان هلال احمر افتتاح شد.
3. عضو اتحادیه نویسندگان جمهوری تاجیکستان
4. عضو اتحادیه نویسندگان جمهوری آذربایجان
5. عضو اتحادیه نویسندگان قزاقستان
6. تأسیس انجمن دوستی جمهوری اسلامی ایران و و آذربایجان و دبیرکل آن مجمع
7. دبیر کمیسیون فرهنگی شورای عالی روابط با جمهوری‌های آسیای مرکزی و قفقاز

- ۲۲- تأسیس خانه ایران در شهر دوشنبه که در نوروز سال ۱۳۹۱ توسط مقام عالی ریاست جمهوری افتتاح شد.

1. نشر کتاب «آبای» به عنوان مهم‌ترین چهره فرهنگی قزاقستان برای اولین بار در تهران و آلماآتی و تقدیر به عنوان خادم فرهنگ قزاقی
2. نشر کتاب «مناس» به عنوان چهره اسطوره‌ای قرقیزستان برای اولین بار و دریافت نشان ویژه فرهنگ قرقیزستان

- ۲۵- عضو افتخاری فرهنگستان علوم تاجیکستان[۱۴]
- ۲۶- برنده کتاب سال تاجیکستان در سال ۲۰۱۲ میلادی[۱۵]

## نشان‌ها
- ۱- انتخاب به عنوان «سفیر سال» در جمهوری تاجیکستان در ۴ سال متوالی به انتخاب رؤسای خبرگزاری‌ها مطبوعات و رسانه‌های مکتوب مستقل (این رقابت هرساله بین سفرا و رؤسای سازمان‌های بین‌الملل مشغول به کار در تاجیکستان و به صورت رای‌گیری مکتوب انجام می‌شود)[۱۶]
- ۲- اعطای نشان ابوعبداله رودکی «بالاترین نشان علم و فرهنگ و ادبیات در تاجیکستان» توسط رئیس‌جمهور تاجیکستان[۱۷]

1. دریافت نشان خادم نشر از دو رئیس جمهور ایران در دوره از نمایشگاه‌های بین‌المللی کتاب تهران
2. دارنده نشان خادم فرهنگ از جمهوری تاجیکستان
3. برنده جایزه کتاب سال برای انتشار کتاب "شاهنامه و چرنیشفسکی": نقش تمدن ایرانی در تاریخ فرهنگ روسی

- ۶- دریافت نشان "زنده نامان تبریز" از شهردار و شورای شهر تبریز در دومین دوره برگزاری[۱۸]

## آثار علمی و تحقیقاتی
تألیف بیست و سه عنوان کتاب در حوزه‌های ادبیات، تاریخ، زبان فارسی و زبان فارسی در ماورالنهر از جمله آثار دکتر شعردوست می‌باشد که عناوین برخی از آن‌ها بدین شرح است::
1. ایران در شعر معاصر تاجیکستان (شرکت انتشارات علمی فرهنگی -تهران-1389)[۱۹]
2. چشم‌انداز شعر امروز تاجیکستان (انتشارات بین‌المللی الهدی-تهران1376)[۲۰]
3. نقش ایام (فارسی و روسی) -(مجموعه مقالات در ارتباط با حوزهٔ تمدن ایرانی) – (نشر شهریاران-دوشنبه-2011)[۲۱]
4. تاریخ ادبیات نوین تاجیکستان (فارسی و روسی) - (شرکت انتشارات علمی فرهنگی -تهران-1391)[۲۲]
5. شعر معاصر ایران (رسم‌الخط سیریلیک)- (انتشارات پیوند-دوشنبه-۲۰۱۲)
6. آموزش زبان فارسی در جمهوری آذربایجان (شورای گسترش زبان و ادبیات فارسی- تهران – ۱۳74)[۲۳]
7. مجلس‌نشین قدس (یادواره پیشگام شهدای محراب آیت‌الله قاضی طباطبایی) – (نشردانش اسلامی-قم-1364)[۲۴]
8. امام حسین قیامی (ترجمه) – (نشرهدی-تهران-1373)[۲۵]
9. آموزش زبان فارسی به ترکی آذربایجانی (شورای گسترش زبان و ادبیات فارسی- تهران – ۱۳۷۶)[۲۶]
10. تصحیح و چاپ دیوان دوجلدی شهریار (انتشارات سازمان میراث فرهنگی صنایع دستی و گردشگری-تهران-1386)[۲۷]
11. تاجیکان (تاریخ قدیم، قرون وسطی و دوره نوین) ج۱و۲ (نشرعرفان-تهران-1387)[۲۸]
12. یادگار روزگار جلد اول (انتشارات سروش-تهران-1376)[۲۹]
13. یادگار روزگار جلد دوم (انتشارات سروش –تهران-1388)[۳۰]
14. یاد یادگار امام (چاپ دوم) - (مؤسسه تنظیم و نشر آثار حضرت امام خمینی (ره-(تهران-1384)[۳۱]
15. شهریار و شعر ترکی-چاپ اول و دوم (شرکت تعاونی کارآفرینان فرهنگ و هنر – تهران-1383)[۳۲]
16. شهریار و شعر ترکی-چاپ سوم (نشرشهریاران – تهران-1390)[۳۳]
17. نغمه‌های سپیده‌دمان (گزیده‌ای از آثار شاعران نخجوان) – (انجمن دوستی جمهوری اسلامی ایران و جمهوری آذربایجان- تهران -۱۳۷۸)[۳۴]
18. نامه آل سامان (مجموعه مقالات) - (نشرمجمع علمی تمدن، تاریخ و فرهنگ سامانیان-تهران-1378)[۳۵]
19. چشمه خورشید (پژوهشی در زندگی و آثار ملامحمد فضولی) –(کنگره بزرگداشت ملامحمدفضولی-تهران-1374)[۳۶]
20. یادنامه شهید محراب آیه‌الله سیداسدالله مدنی (نشرشریف-تهران-1381)[۳۷]
21. در مکتب شاعران آذربایجان-ازقطران تا شهریار (نشرشهریاران-تهران-1390)[۳۸]
22. دیوان کمال خجندی (تصحیح و مقدمه)- (مجمع بزرگداشت شیخ کمال خجندی- تهران- ۱۳۷۵)[۳۹]
23. نوروز و سرچشمه‌های آفرینش و تجدید حیات در ادیان و اساطیر (نشرشهریاران-تهران-1392)[۴۰]
24. ره‌آورد: گ‍زارش ن‍خ‍س‍ت‍ی‍ن م‍ج‍م‍ع ب‍ی‍ن‌ال‍م‍ل‍ل‍ی اس‍ت‍ادان زب‍ان ف‍ارس‍ی (وزارت ف‍ره‍ن‍گ و ارش‍اد اس‍لام‍ی، دب‍ی‍رخ‍ان‍ه ان‍ج‍م‍ن ب‍ی‍ن‌ال‍م‍ل‍ل‍ی اس‍ت‍ادان زب‍ان ف‍ارس‍ی، ت‍ه‍ران، ۱۳۷۶[۴۱]
25. گ‍ام‍ی ب‍ه‌س‍وی ک‍ت‍اب‍ش‍ن‍اس‍ی ج‍اده اب‍ری‍ش‍م (دوم‍ی‍ن اج‍لاس ب‍ی‍ن‌ال‍م‍ل‍ل‍ی ج‍اده اب‍ری‍ش‍م، تهران،1376)[۴۲]
26. اوراق ن‍اس‍وخ‍ت‍ه (غ‍زل‌ه‍ا، م‍خ‍م‍س‌ه‍ا و رب‍اع‍ی‌ه‍ا ش‍رف‌ال‍دی‍ن خ‍وب‍ی س‍م‍رق‍ن‍دی) - ت‍دوی‍ن ف‍ارس‍ی ک‍ت‍اب ب‍ا س‍ع‍ی و اه‍ت‍م‍ام ع‍ل‍ی‌اص‍غ‍ر ش‍ع‍ردوس‍ت (س‍م‍رق‍ن‍د- ۱۹۹۷میلادی)[۴۳]

انتشار صدها عنوان کتاب به زبان ترکی آذری در حوزه‌های معارف دینی، تاریخ اسلام و فرهنگ ایرانی به زبان‌های ترکی آذری و روسی برای مخاطبین کشورهای CIS و جمهوری آذربایجان و همچنین بیش از یکصد و هفتاد عنوان اثر از آثار حوزه تمدن ایرانی اعم از نظم، نثر و ادبیات داستانی از نویسندگان کشورهای مشترک‌المنافع با مدیریت و مقدمه دکتر شعردوست و با کوشش های عالمان و محققانی چون امین صدیقی و قهرمان سلیمانی و اصغرفردی و میرزا شکورزاده و...منتشر شده‌است که بخش عمدهٔ آن‌ها به آثار مربوط به فرهنگ و تمدن تاجیکان اختصاص دارد. از جملهٔ آن‌ها به تألیف و انتشار کتاب «چشم‌انداز شعر امروز تاجیکستان» به دو خط نیاکان و سریلیک باید اشاره کرد که به عنوان کتاب برگزیده اتفاق نویسندگان تاجیکستان مورد نقد و بررسی مطبوعات تاجیکستان قرار گرفت و منتقدین تاجیک این اثر را در نوع خود اولین اعلام کردند. همچنین کتاب ادبیات نوین تاجیکستان که با دو الفبای فارسی و سیریلیک از سوی انتشارات علمی – فرهنگی منتشر شده و به عنوان کتاب درسی دوره‌های کارشناسی ارشد و دکتری در تاجیکستان تدریس می‌شود.

## جستارهای ویژه
- وزارت امور خارجه ایران